# 홍숙
홍숙(洪淑, ?~?)은 고려의 무신이다.

## 생애
1010년, 거란의 고려를 침입하고 도통사 강조가 거란에게 패하며 포로가 던 노진(盧戩)과 마수(馬壽)가 통주성 사람들에게 항복을 권하자 성의 사람들이 불안해했다. 그러자 그는 노진과 마수를 체포하며 민심이 안정시키고 거란군에 맞서 통주성을 사수했다.